# Anticola

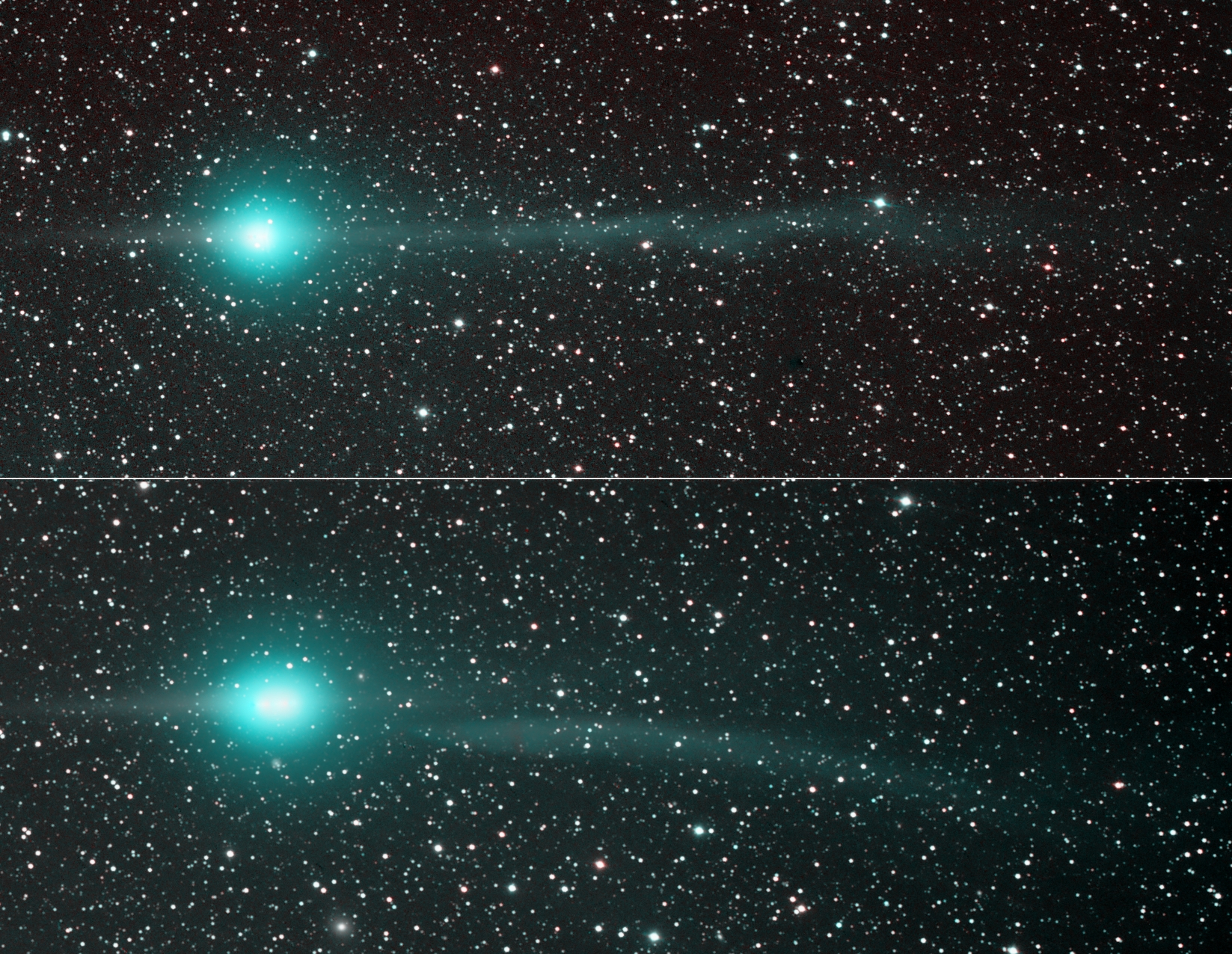
Cometa Lulin anticola a la izquierda, cola ionizada a la derecha

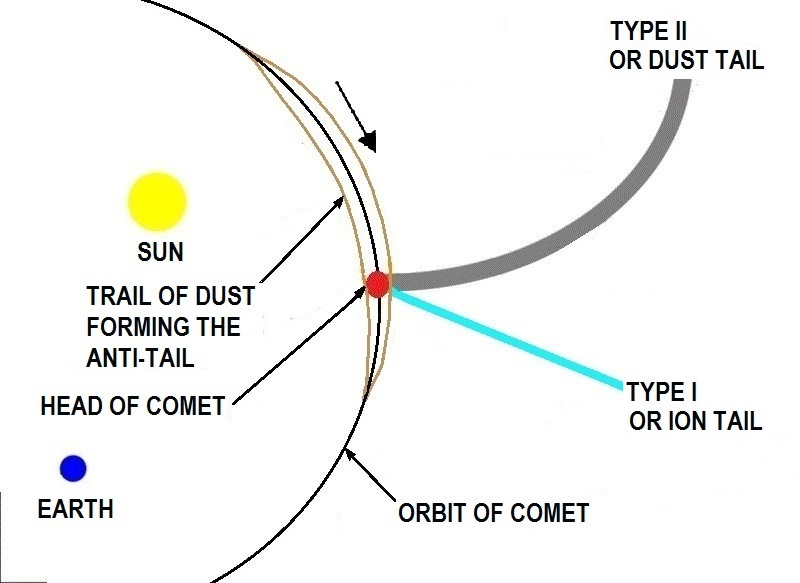
Mostrando cómo puede parecer que un cometa exhibe una cola corta que apunta en dirección opuesta a su tipo II o como la cola de polvo se ve desde la Tierra i.e. un anti cola

Un Anticola es un pico que se proyecta desde el coma de un cometa que parece ir hacia el Sol y, por lo tanto, geométricamente opuesto a las otras colas: la cola de iones y la cola de polvo. Sin embargo, este fenómeno es una ilusión óptica que se ve desde la Tierra. La anticola está formado por partículas de polvo más grandes, que se ven menos afectadas por la presión de la radiación solar y tienden a permanecer aproximadamente en el plano orbital del cometa y eventualmente forman un disco a lo largo de la órbita del cometa debido a la velocidad de expulsión de las partículas de la superficie del cometa. A medida que la Tierra pasa a través del plano orbital del cometa, este disco se ve de lado y aparece como el pico característico. El otro lado del disco puede verse a veces, aunque tiende a perderse en la cola de polvo. Por lo tanto, la anticola normalmente es visible solo durante un breve intervalo cuando la Tierra pasa a través del plano orbital del cometa.
La mayoría de los cometas no se desarrollan lo suficiente como para que una anticola se haga visible, pero los cometas notables que sí mostraron anticolas incluyen el cometa Arend-Roland en 1957, el cometa Hale-Bopp en 1997 y el cometa PANSTARRS en 2013.